# Crocidura obscurior
Crocidura obscurior är en däggdjursart som beskrevs av Heim de Balsac 1958. Crocidura obscurior ingår i släktet Crocidura och familjen näbbmöss. IUCN kategoriserar arten globalt som livskraftig. Inga underarter finns listade i Catalogue of Life.
Arten är med en kroppslängd (huvud och bål) av 45 till 50 mm, en svanslängd av 20 till 35 mm och en vikt av 2,5 till 4 g en liten näbbmus. Bakfötterna är ungefär 10 mm långa och öronen är 6 till 8 mm stora. Typisk är en mjuk och tät päls som är mörkbrun med röda nyanser på ovansidan. På undersidan är pälsen gråbrun och öronen är synliga ovanför pälsen. På öronen finns tunna hår som nästan är osynliga. Kännetecknande är en mörk svans med lite ljusare undersida och med glest fördelade vita hår. De centrala framtänderna i överkäken är böjda och de tredje molarerna är breda. Beroende på population bildas den diploida kromosomuppsättning av 36 eller 40 kromosomer.
Denna näbbmus förekommer i västra Afrika i Guinea, Sierra Leone, Elfenbenskusten och Ghana. Den lever i låglandet och i kulliga områden upp till 600 meter över havet. Arten vistas i fuktiga skogar och nära skogens kanter.
Crocidura obscurior har myror, spindeldjur, syrsor, skalbaggar, hopprätvingar och tvåvingar som föda som kompletteras med andra ryggradslösa djur. Sällan äts daggmaskar och växtdelar. Fortplantningsättet är okänt.